# Mareyage
Ne doit pas être confondu avec Marécage.

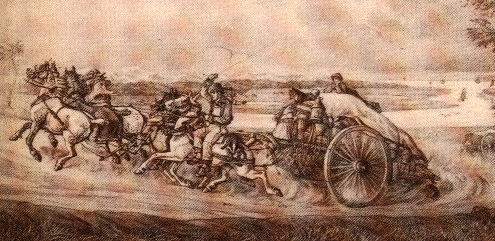
Attelage de chasse-marées picards sur une lithographie conservée à Abbeville.

Le mareyage est un métier, celui de mareyeur, consistant à acheter du poisson en gros sur les côtes, à les apprêter (tri, élimination des viscères ou des têtes, découpe des filets), les conditionner, les transporter et à les revendre à un grossiste ou à un commerçant de détail (poissonnier, restaurateur, grande surface).

## Histoire

### En France
En 2015, on compte en France 246 entreprises de mareyage contre 350 en 2009.

#### Mareyage hippomobile
Historiquement, l'activité de convoyage du poisson s'effectuait, en France, avec des attelages de chevaux et des voitures à deux roues menés par les chasse-marées du XVIIe siècle au milieu du XIXe. Ils transportaient ainsi le poisson frais en moins de 24 heures dans de grands paniers protégés par des algues, contenant de la glace, et souvent de nuit. Le mareyage hippomobile a pris fin avec la construction des premières voies de chemin de fer reliant les côtes maritimes aux grandes villes, comme la ligne de Boulogne-sur-Mer à Paris en 1848. Le mareyage était très éprouvant physiquement pour les chevaux, capables de tracter à quatre une charge de 3,5 tonnes, ils étaient relayés afin de franchir les 100 à 120 km demandés en une seule nuit. Toutefois, il arrivait que ces relais soient doublés en cas de retard. 
La marque au fer rouge en forme d'ancre marine qui orne le côté gauche de l'encolure des chevaux boulonnais, est un souvenir de cette ancienne activité. La course d'attelage nommée « route du Poisson » remet cette utilisation traditionnelle des chevaux de trait à l'honneur.

#### Mareyage par voie ferrée

##### En pays Bigouden

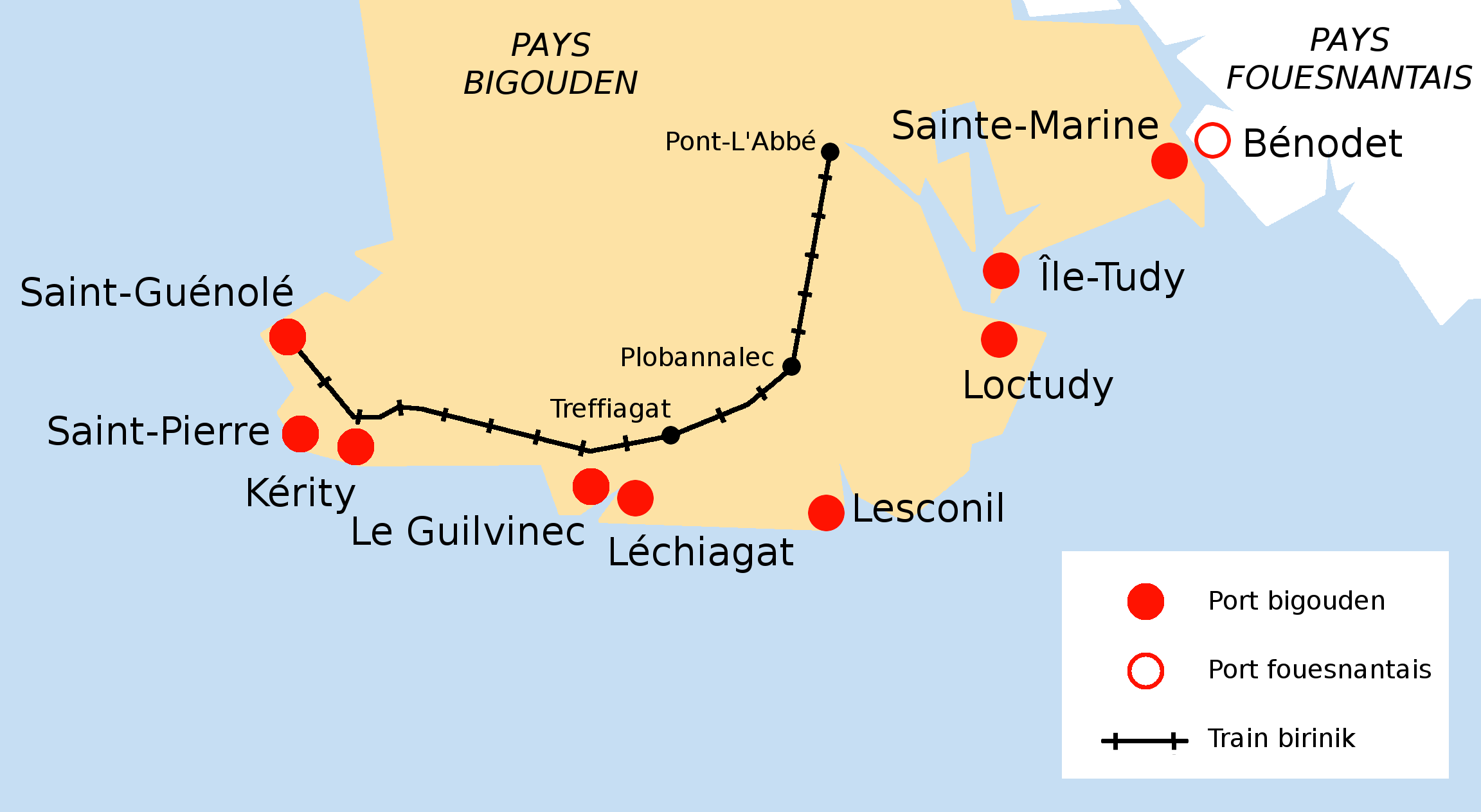
Les ports de pêche du pays Bigouden et la ligne du train birinik.

En pays Bigouden, à la pointe sud de la Bretagne, la pêche se développe au XIXe siècle grâce à l'activité sardinière. En 1863, le chemin de fer arrive dans la ville voisine de Quimper. Le poisson est acheminé jusqu'à la gare par charrettes. Celles-ci accomplissent les quelque 30 kilomètres en deux heures.
En 1884, le train relie Quimper à Pont-l'abbé, ce qui réduit le parcours charretier. Mais le réseau d'acheminement n'est toujours pas adapté au poisson frais. La pêche bigoudène fournit donc essentiellement les usines locales de conserve.
Le 4 juillet 1907, s'ouvrent 18 kilomètres de ligne d'un petit train départemental à voie étroite, le train birinik. Il s'agit d'un train de voyageurs qui relie les ports de pêche de Saint-Guénolé, de Kérity et du Guilvinec à Pont-l'Abbé, via Treffiagat et Plobannalec. Il fait office de train de marée. Mais il faut évidemment transborder à Pont-l'Abbé (ce qui peut prendre une heure), en raison du changement d'écartement des voies. Dès les années 1920, il s'avère difficile de résister à la concurrence de la route. Après la Seconde Guerre mondiale, le train birinik est dévolu exclusivement au transport de marchandises. La donne change, car le chalut à panneaux remplace le chalut à perche (moins pêchant) sur les bateaux bigoudens, et le poisson afflue, nécessitant des wagons isothermes : en 1947, la ligne est mise à voie normale et les wagons isothermes apparaissent. Malgré tout, le tonnage transporté par rail baisse inexorablement dans les années 1950. Le 29 juin 1963, la ligne du train birinik, non rentable, est supprimée et déposée.